# Patsy King
Patsy King, född 16 september 1930, är en australisk skådespelerska.
King växte upp i Storbritannien och bodde där också som ung på 1950-talet. Hon är mest känd för sin roll som fängelsedirektör i Kvinnofängelset. Hon spelade där fängelsechef och senare departementsråd mellan åren 1979 och 1984. King medverkade i 352 av seriens totalt 692 avsnitt.
King hade tidigare medverkat i australiska TV-serier som Bellbird, Homicide och Division 4. Efter sin roll i Kvinnofängelset drog hon sig tillbaka från TV- och filmskådespeleriet med motiveringen att hon kände sig överarbetad. Patsy King är sedan många år skild och bor idag ensam i Melbourne.